# Мала Чуфаровка
Мала Чуфа́ровка (рос. Малая Чуфаровка, ерз. Малая Чуфаровка) — присілок у складі Ромодановського району Мордовії, Росія. Входить до складу Анненковського сільського поселення.

## Населення
Населення — 70 осіб (2010; 89 у 2002).
Національний склад (станом на 2002 рік):
- росіяни — 97 %